# Mordellistena cymbalistria
Mordellistena cymbalistria là một loài bọ cánh cứng trong họ Mordellidae. Loài này được Peyerimhoff miêu tả khoa học năm 1925.